# 타히티어

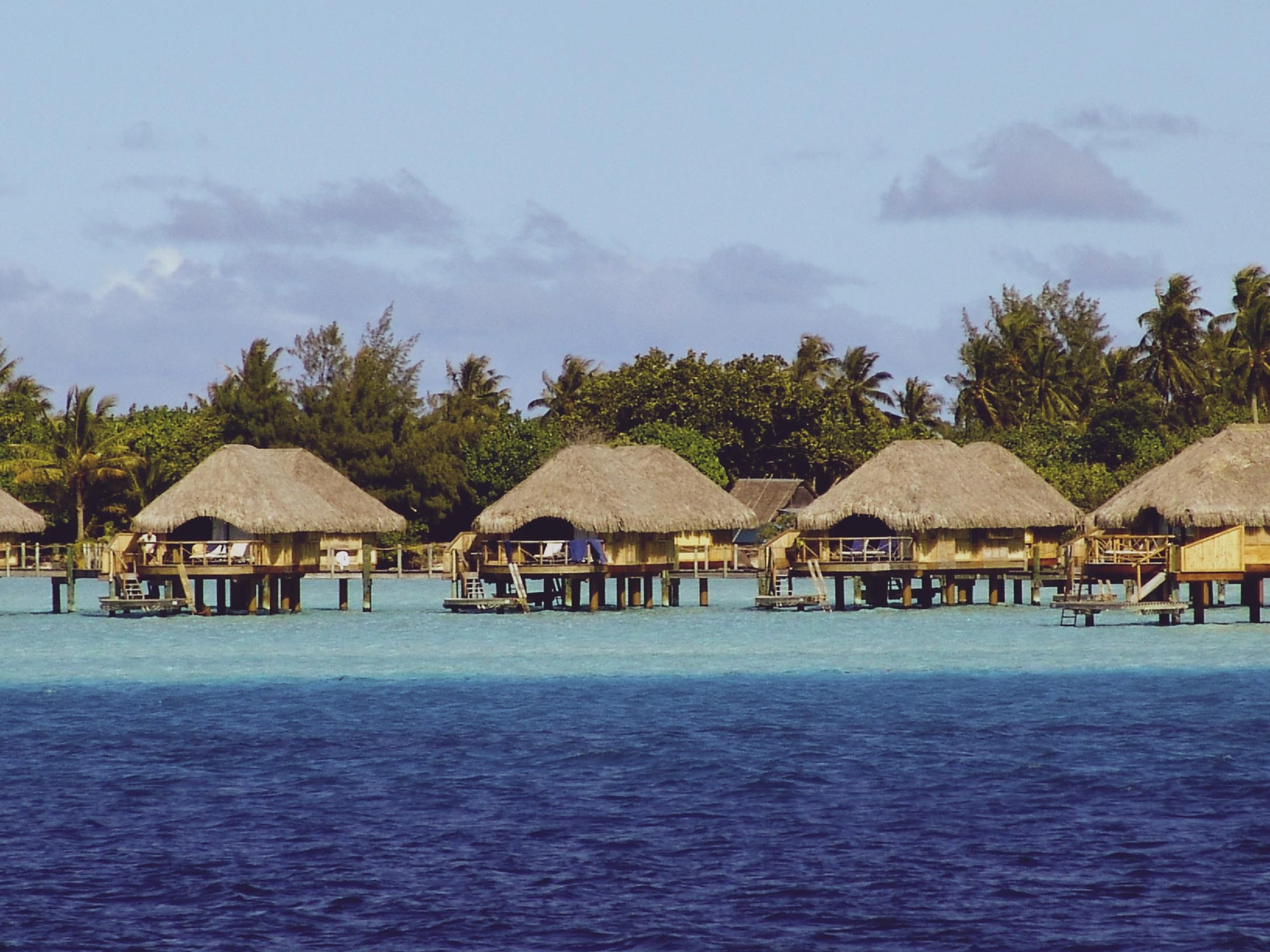

타히티어(타히티어: Reo Māꞌohi / Reo Tahiti 레오 마오히 / 레오 타히티)는 프랑스령 폴리네시아의 공용어이다. 12만 명의 언어 인구가 있다.

## 음운론
타히티어의 음소는 (장모음과 이중모음을 제외하면) 모음 5개와 자음 9개로 매우 적다. 자음 음소 중 설배음이 전혀 없는 점이 특이하다.
|        | 순음 | 치경음 | 성문음 |
| ------ | ---- | ------ | ------ |
| 파열음 | p    | t      | ʔ      |
| 비음   | m    | n      |        |
| 마찰음 | f v  |        | h      |
| 전동음 |      | r      |        |